# اسلام در قرقیزستان

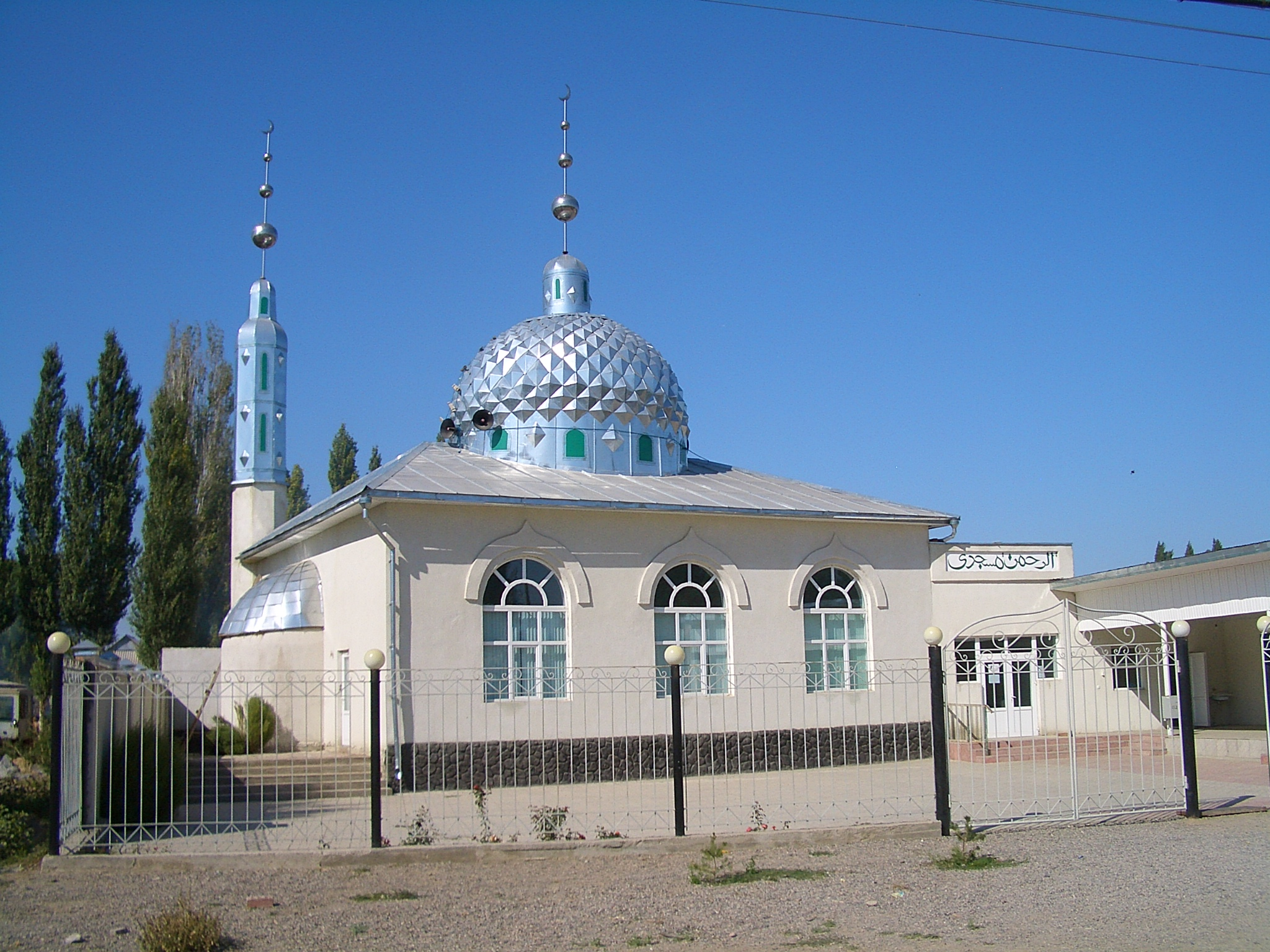
مسجدی در روستای میلیانفان قرقیزستان

بیشتر مردم قرقیزستان مسلمان هستند. بر اساس آمار سال ۱۹۹۷، ۸۶/۳ درصد از جمعیت این کشور پیرو اسلام هستند. بیشتر مسلمانان قرقیزستان اهل تسنن و درصد اندکی نیز پیرو شاخه احمدیه هستند. بیشتر مسلمانان قرقیز، تکالیف و آئین‌های دینی خود را به شکلی خاص اجرا می‌کنند که تا حد زیادی تحت تأثیر آداب و رسوم شمن‌ها قرار دارد. همچنین از زمان استقلال این کشور تاکنون، تغییراتی نیز در شیوه اجرای آئین‌های دینی در قرقیزستان ایجاد شده‌است. بیشتر رهبران دینی در قرقیزستان فقط به مسایل مذهبی پرداخته، ارتباط آن چنانی با بدنه جامعه نداشته و فقط به کسانی که به مسجد می‌آیند خدمت ارائه می‌کنند. قرقیزستان پس از سقوط شوروی همچنان یک حکومت سکولار ماند. ناگفته نماند که رژیم کمونیستی شوروی، تأثیر چندانی بر اجرای آئین‌های مذهبی توسط قرقیزها نداشت. بیشتر روس‌های قرقیزستان پیرو کلیسای ارتدکس روسی هستند. همچنین ازبک‌ها هم که ۱۴/۹ جمعیت این کشور را تشکیل می‌دهند سنی مذهب هستند. نسبت جمعیت مسلمانان در قرقیزستان رو به افزایش است، در حالی که جمعیت غیرمسلمان این کشور روندی کاهشی را طی می‌کند. روس‌ها، اوکراینی‌ها و آلمانی‌های قرقیزستان در سال ۱۹۷۹ روی هم رفته ۳۱/۹ درصد از جمعیت این کشور را تشکیل می‌دادند، در حالی که این رقم در سال ۱۹۹۹ به ۱۳/۹ درصد رسید.
در این کشور، دو مناسب اسلامی به عنوان تعطیل رسمی در نظر گرفته شده‌است که یکی عید فطر و دیگری عید قربان است. گفتنی است کریسمس و نوروز نیز جزو تعطیلات رسمی در تقویم در کشور قرار دارد.
آگاهی از آموزه‌های اسلامی و نیز علاقه به این دین در جنوب قرقیزستان به مراتب بیشتر از شمال این کشور است. اجرای آئین‌ها و تکالیف دینی در میان مردم شمال قرقیزستان بیشتر با آموزه‌ها و رسوم روح‌باوری و شمن‌باوری درهم‌آمیخته شده‌است. به همین دلیل، اجرای مراسم و مناسک دینی در شمال قرقیزستان شباهت زیادی به آئین‌های مردم سیبری دارد.